# 科尔普
科尔普（法語：Corpe，法語發音：[kɔʁp]）是法国卢瓦尔河地区大区旺代省的一个市镇，位于该省南部，属于永河畔拉罗什区。

## 地理
科尔普（46°30'19"N, 1°10'56"W）面积17.1 平方千米，位于法国卢瓦尔河地区大区旺代省，该省份为法国西部沿海省份，北起大西洋卢瓦尔省和曼恩-卢瓦尔省，西临大西洋，南至滨海夏朗德省，东部及东南部与德塞夫勒省接壤。
与科尔普接壤的市镇（或旧市镇、城区）包括：呂松、贝赛、莱马尼勒雷尼耶、莱河畔马勒伊-迪赛、佩欧、圣热姆拉普莱讷。
科尔普的时区为UTC+01:00、UTC+02:00（夏令时）。

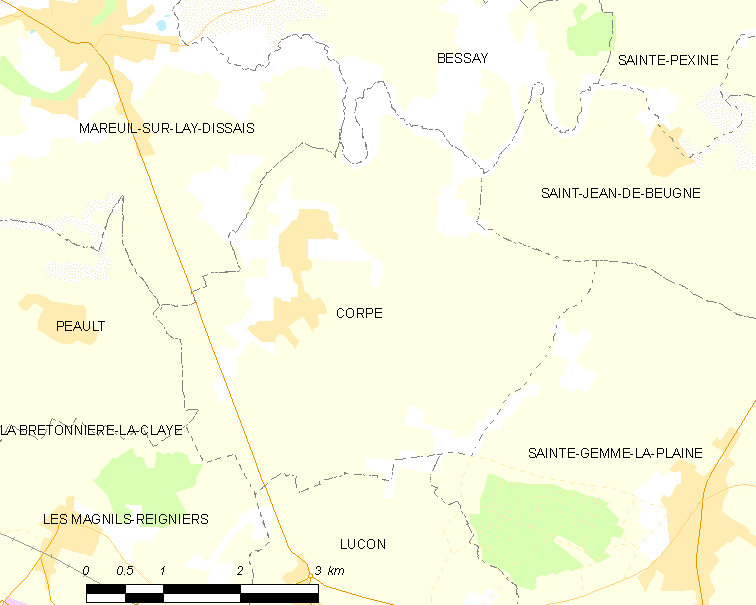
科尔普的OSM定位图

## 行政
科尔普的邮政编码为85320，INSEE市镇编码为85073。

## 政治
科尔普所属的省级选区为莱河畔马勒伊-迪赛县。

## 交通
旺代省省道D7线、D44线和D746线经过境内。

## 人口

1962-2008年间科尔普人口变化图示

科尔普于2022年1月1日时的人口数量为1025人。